# Wladimir Nikolajewitsch Deschurow
Wladimir Nikolajewitsch Deschurow (russisch Влади́мир Никола́евич Дежу́ров; * 30. Juli 1962 in Jawas, Rajon Subowa Poljana, Mordwinien, Russische SFSR) ist ein ehemaliger russischer Kosmonaut.
Deschurow graduierte 1983 von der Höheren Militärfliegerschule „Sergei Grizewez“ in Charkiw mit einem Abschluss als Flieger-Ingenieur. Danach diente er vier Jahre als Pilot der sowjetischen Luftwaffe in der Oblast Odessa.
1987 wurde er für das Kosmonautenkader ausgewählt. Von Dezember 1987 bis Juni 1989 erhielt er seine Grundausbildung. 
Ab März 1994 bereitete er sich auf den Flug zur Raumstation Mir vor. Deschurow wurde als Kommandant der achtzehnten Stammbesatzung Mir EO-18 ausgewählt. Er hielt sich dabei zwischen dem Start mit Sojus TM-21 am 14. März 1995 und der Landung mit dem Space Shuttle Atlantis am 7. Juli 1995 115 Tage im Weltraum auf.
Vom 12. August bis zum 15. Dezember 2001 war er Mitglied der dritten Langzeitbesatzung der Internationalen Raumstation (ISS); einschließlich Hinflug mit dem Space Shuttle Discovery und Rückflug mit dem Space Shuttle Endeavour war er dabei 128 Tage im All.
Deschurow ist verheiratet und hat zwei Töchter.